# Lazzaro Palazzi
Lazzaro Palazzi (* um 1450; † 1508 in Mailand) war ein schweiz-italienischer Architekt der Renaissance, vor allem im Herzogtum Mailand tätig (zu dessen Gebiet damals der heutige Kanton Tessin gehörte).

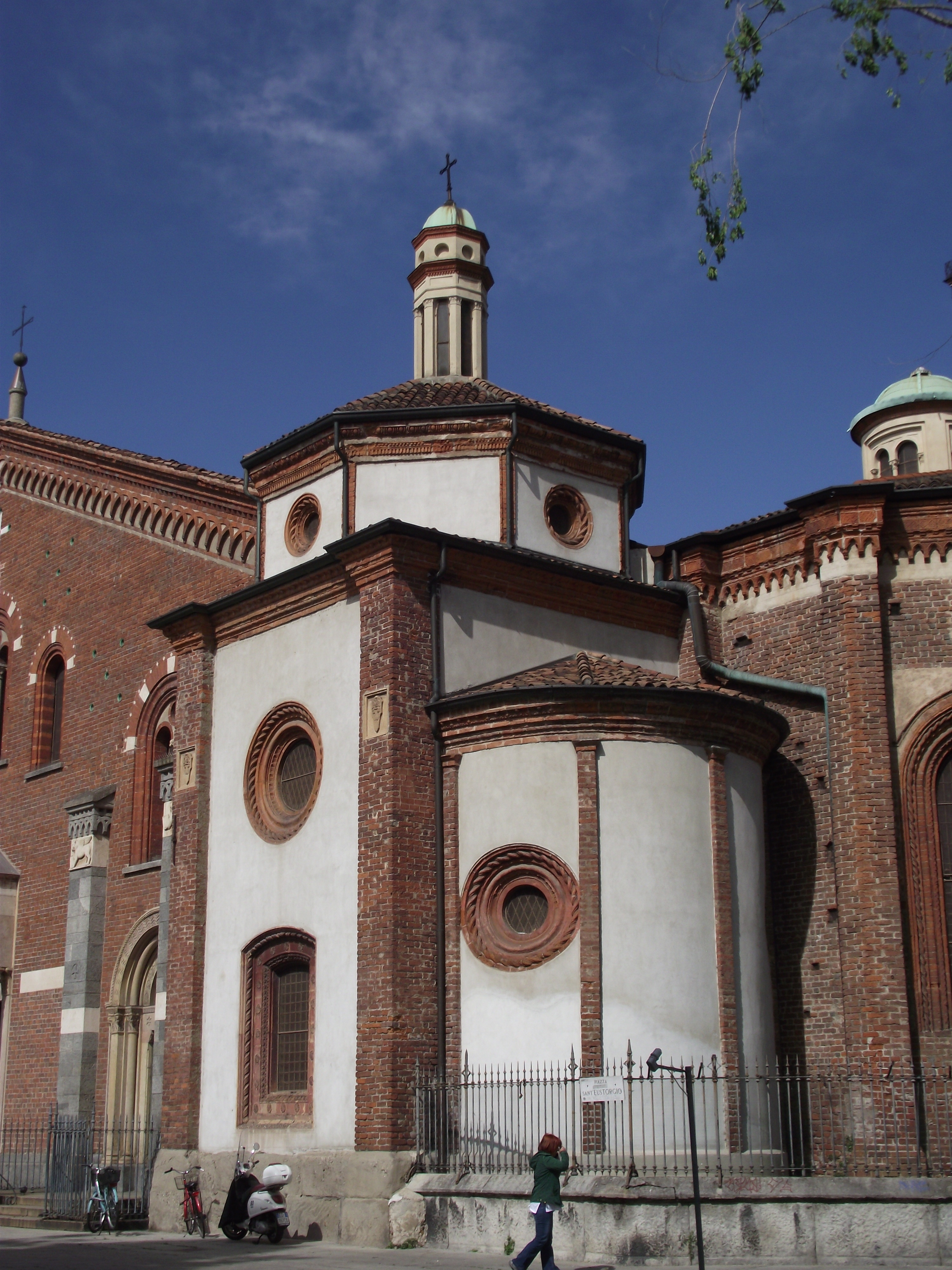
Lazzaro Palazzi, Briviokapelle der Kirche Sant’Eustorgio, Mailand

## Leben
Lazzaro Palazzi nahm er am Bau des Altars des Heiligen Joseph im Mailänder Dom teil, nachdem er zur Zeit von Ludovico il Moro nach Mailand gekommen war. Im Jahr 1473 unterzeichnete er einen Vertrag über die Zusammenarbeit mit Giovanni Giacomo Dolcebono, Giovanni Antonio Amadeo, Giovanni Antonio Piatti und Angelo da Lecco, in Erwartung von Angeboten für Arbeiten an der Fassade der Certosa di Pavia und im gesamten Gebiet der Sforza. Nachdem war er am Bau mehrerer Kirchen: Palazzi baute die Briviokapelle der Kirche Sant’Eustorgio und das Oratorium Santi Leonardo e Liberata in Mailand, die Kirchen von Santa Maria presso San Celso (1478) und Santa Maria di Nazareth (1480) in Piacenza und war zusammen mit Architekten Giovanni Giacomo Dolcebono Vermessungsingenieur für den Tempio Civico della Beata Vergine Incoronata in Lodi mitgewirkt hatte, kehrte er 1488 nach Mailand zurück, wo er mit dem Bau des Lazzaretto di Milano begann, den er aufgrund seines frühen Todes 1508 aufgeben musste.
Ab 1490 war Palazzi als Architekt und Ingenieur für das Herzogtum Mailand tätig, und seine Autorität als Techniker führte dazu, dass er 1494 und 1498 von Bellinzona um zwei Gutachten über architektonische Arbeiten gebeten wurde. Lazzaro Palazzi war Mitarbeiter des Giovanni Antonio Amadeos an den Ospedale Maggiore